# 2-فينيل الفينول
2-فينيل الفينول (أو أورثوفينيل الفينول)، مركب عضوي يتكون من الفينول مع مجموعة فينيل في موضع أورثو.

## طريقة الصنع
كان 2-فينيل الفينول في الماضي يستخلص عبر تقطير للزيوت الثقيلة الناتجة من قطران الفحم .
ينطلق التخليق الصناعي من الهكسانون الحلقي، الذي يتفاعل عبر إضافة ألدولمعطياً الجزيء ثنائي الوحدات (الديمر). عند التسخين في حضور أملاح الأحماض الكربونية والمعادن الانتقالية مثل ستيارات الفاناديوم، ينفصل عن الديمر جزيء ماء وينتج خليط أيزوميري من منتجيّ تكثيف الألدول، ويبلغ مردود هذا التفاعل 95٪.
ثم ينزع الهيدروجين من هذا الجزيء على حفّاز من البلاتين عند درجة حرارة عالية (270 درجة مئوية)، ينتج 2-فينيل فينول بعائد 85٪.

## الخصائص
2-فينيل الفينول مادة صلبة بلورية عديمة اللون ذات رائحة خفيفة، يذوب بصعوبة شديدة في الماء، ولكنه قابل للذوبان بسهولة في الأغوال مثل الميثانول والإيثانول، وكذلك في الأسيتونتريل والبيريدين. نقطة الوميض هي 138درجة مئوية، وتبلغ درجة حرارة الاشتعال الذاتي أكثر من 520 درجة مئوية.
يذوب 2-فينيل الفينول بدرجة عالية(1200غرام/لتر) في محلول الصودا الكاوية المخفف، مكونًا ملح 2-فينيل فينولات الصوديوم، ولذلك يستخدم فقط في صيغة ملح الصوديوم في المستحضرات المائية.

## الاستخدام
كان 2-فينيل الفينول يستخدم مضافاً غذائياً (مصنف E231، أو E232 لملح الصوديوم ) لحفظ الحمضيات بكمية قصوى تبلغ 12 ملغرام/كيلوغرام،, ويُتجاوز بذلك الحد الأقصى الذي ينطبق على الفاكهة والخضروات الأخرى بواقع خمسين ضعفاً. ووفقاً للتوجيه 2003/114 / EC، لم يعد 2-فينيل الفينول وملحه مع الصوديوم منذ نوفمبر 2014 يعتبر مضافاً غذائياً في الاتحاد الأوروبي، بل صار يخضع للّوائح القانونية المتعلقة بمنتجات وقاية النبات، أما في سويسرا فهو غير مسموح.
2-فينيل الفينول فعال ضد البكتيريا والخمائر والفطريات والفيروسات المغلفة، ويستخدم (عادة مع المطهرات الأخرى) لتطهير السطوح، خاصة في المستشفيات ودور رعاية المسنين.
توصي اللجنة العلمية لسلامة المستهلك التابعة للمفوضية الأوروبية (SCCS) بحد أقصى للتركيز يبلغ 0.2٪ في مستحضرات التجميل (القابلة للغسل).
ويستخدم أيضا للحفاظ على المستحضرات المائية، مثل المواد اللاصقة والمواد المضافة إلى الخرسانة ومستعلقات الصباغ، يتم استخدام ثنائي الفينيل- 2-أول.
باعتباره وظيفيّاً ثنائي الفينيل، يعتبر 2-فينيل الفينول مادة أولية لإنتاج مثبط اللهب "دوبو" [الإنجليزية]، ويستعمل أيضا مسارعاً للصباغة في صباغة الألياف الاصطناعية.

## الوضع القانوني
وفقًا للتوجيه رقم 2003/114 / EC الصادر عن الاتحاد الأوروبي لم تعد هذه المادة وملحها مع الصوديو من المضافات الغذائية، وباتت خاضعة للوائح القانونية الخاصة بمنتجات وقاية النبات. ومع ذلك لم تصدر بعد الموافقة عليها بصفة منتج لوقاية النباتات. ونظراً لكونها ما زالت تستخدم لمعالجة أسطح ثمار الحمضيات مع وجوب إعلام المستهلكين بهذا الأمر، سيصدر مستقبلا تصنيفا خاصا بهذا المنتج. وبما أنه لم تصدر بعد اللوائح القانونية المتعلة بهذا التصنيف من قبل المفوضية الأوروبية أو من قبل الدول الأعضاء في الاتحاد الأوروبي، سيظل 2-فينيل الفينول وملحه إلى أن تغلق هذه الثغرة القانونية مسموحًا به بصفة مضاف غذائي رقم E231 و E232، ويميّز وفقًا لذلك.